# Don Omar
William Omar Landrón Rivera o simplement Don Omar (Santurce, San Juan, 10 de febrer de 1978) és un cantant, compositor, actor i productor de reggaeton i empresari, porto-riqueny. El seu patrimoni net és de 22,5 milions de dòlars.

## Biografia
Va començar a compondre les seves primeres cançons i poemes als 12 anys, des de ben jove es va sentir fortament atret pel reggaeton, un gènere musical sorgit a Puerto Rico a principis de la dècada de 1990.
Els seus inicis musicals es van vincular a l'església, a la que va estar lligat com a pastor. Durant quatre anys va ser pastor de la Restauració, que va abandonar per un desengany sentimental. En aquest període va formar part de diversos grups que cantaven en celebracions religioses.
L'any 2002 la carrera de Don Omar va fer un gir quan Héctor, famós integrant del duo Hector & Tito, el va escoltar i va decidir apadrinar-lo com a productor musical. Va ser llavors quan Omar va adoptar el nom de Don Omar i va començar a participar com compositor en produccions d'altres artistes i després de destacar com a compositor va treballar amb el duo Hector & Tito, va treballar també al costat de MVP, entre d'altres.
La seva trajectòria inclou vuit àlbums. El 2003 va fer el primer The last Don pel qual va rebre un disc d'or pel mig milió de còpies venudes. La seva obra més premiada amb cinc discos de platí és el senzill Dansa Kuduro, que va vendre cinc milions de còpies. És conegut per participar en la saga cinematogràfica Fast & Furious, en el paper de Rico Sants. Les seves col·laboracions més conegudes inclouen a músics com Wisin & Yandel, J Balvin, David Bisbal i Jennifer Lopez.
El 2017 va anunciar la seva retirada fent tres concerts a Puerto Rico.

## Discografia

### Àlbums
- The Last Don (2003)
- The Last Don Live (2004)
- Da Hitman presents Reggaetón Latino (2005)
- Los Bandoleros (2005)
- King of Kings (2005), Premi Billboard Latin Music Award for Reggaeton Album of the Year.[4]
- Los Bandoleros Reloaded (2006)
- King of Kings Armaggedon Edition (2006)
- El Pentágono (2007)
- Vuelve (2007)
- King of Kings Live (2008)
- I Don (2008)
- Meet The Orphans (2011)
- The Last Don 2 (2015)
- The Last Album (2019)

### Singles
- Génesis (Osito & Omar). (1996)
- The Cream 4: El Día del Juicio, (Feat. MC Yaga). (1999)

- Tiempo, (Feat. Yanuri). (1999)
- I'm the message, (Feat. Yanuri). (1999)
- Azotalos, (Feat. Yanuri). (1999)
- Suena la music, (Feat. Yanuri). (2000)
- Dale Play. (2002)
- Sueltate Conmigo. (2002)
- Déjala (2002).
- Desde que llego. (2002)
- Calentando conmigo. (2002)
- se enciende la disco. (2002)
- Dale Don Dale. (2003)[3]
- Reggaeton Latino. (2004)
- Reggaeton Latino Remix. (2005)
- Dile. (2005)
- Bandoleros. (2005)
- El Senor De La Noche. (2005)
- Donqueo. (2005)
- Angelito Vuela. (2006)[5]
- Conteo. (2006)
- Luna. (2007)
- Calm My Nerves. (2007)
- Vuelve. (2007)
- My Space, (Feat. Wisin & Yandel). (2007)
- Ayer la vi. (2007)
- Calm My Nerves, (Feat, Rell). (2007)
- Ojitos Chiquitos. (2007)
- Run The Show, (Feat. Kat Deluna). (2008)
- Cuerpo Sensual, (Feat Rkm & Ken-Y). (2008)
- Diva Virtual (Soundtrack : Fast and Furious 4). (2009)
- Ciao Bella. (2009)
- Sexy Robotica. (2009)
- The Chosen. (2009)
- Club 3000. (2009)
- Danza Kuduro (Soundtrack : Fast and Furious 5), (feat. Lucenzo). (2010)
- Hasta Abajo. (2010)
- Good Looking (Nena Que Bien te Ves). (2010)
- Huérfano de amor, (Feat. syko). (2010)
- psychos, (Feat. Kendo Kaponi). (2010)
- Blue Zone. (2010)
- Estoy Enamorado. (2010)
- Ella, Ella, (Feat Zion & Lennox). (2010)
- Taboo. (2011)
- Te Siento Lejos. (2011)
- Dutty Love (feat. Natti Natasha). (2011)
- Taboo (Remix), (Feat. Daddy Yankee). (2012)
- Hasta que salga el sol. (2012)
- Fotos Y Recuerdos, (feat. Selena). (2012)
- Chillin, (Feat. Tego Calderon). (2012)
- Te Dijeron (Remix), (Feat. Plan B, Natti Natasha, Syko el Terror). (2012)
- Agua Ardiente, (feat. Belinda). (2012)
- Ella No Sigue Modas, (Feat. Juan Magan. (2012)
- Zumba. (2012)
- Yo Soy de Aquí. (Featuring Daddy Yankee, Yandel, Arcangel). (2013)
- Feeling Hot. (2013)
- Guaya Guaya. (2014)
- Soledad (2014)
- Perdido En Tus Ojos, (Featuring Natti Natasha). (2015)
- Esta Vez, (Feat.Wisin). (2015)
- Olvidar Que Somos Amigos, (Feat. Plan B). (2015)
- Mayor Que Yo 3, (Feat. Luny Tunes, Wisin, Daddy Yankee, Yandel). (2015)
- Cara a Cara, (Feat Daddy Yankee). (2015)
- Finge Que Me Amas, (Feat Tony Dize). (2015)
- Por Ti (Reggaeton Version), (Feat. David Bisbal). (2015)
- Te Quiero Mas (Habibi (I Need Your Love), (Feat. Shaggy, Farruko, Faydee, Mohombi). (2015)
- Te Recordaré Bailando (2015)
- Embriágame, (Feat. Zion & Lennox). (2016)
- Sin Contrato (Remix), (Feat. Maluma, Wisin). (2016)
- La Fila, (Feat. Luny Tunes, Sharlene, Maluma). (2016
- Vacaciones (Remix), (Feat. Wisin, Zion & Lennox, Tito El Bambino). (2017)
- Nunca Me Olvides (Remix), (Feat. Yandel). (2017)
- Te Quiero Pa'Mi (Feat. Zion y lennox). (2017)
- Encanto, (Feat. Sharlène taulé). (2017)
- Dure Dure, (de. Jencarlos). (2017)
- Ámame o Mátame ft.(Ivy Queen). (2017)
- Mr. Romantic ft.(Mike Stanley). (2017)
- Coolant (Remix), (feat, Farruko). (2018).
- Reggaeton Remix, (De J Balvin Avec, Daddy Yankee, Tego Calderon). (2019)
- Ramayama, (feat. Farruko). (2019)[6][7]
- Si Te Atreves, (Feat. Juan Magán). (2019)
- Desierto, (Feat. Amenazzy). (2019)
- vacilón. (2019)
- Danza Kuduro (Luigi Ramirez Mix), (Feat. Lucenzo, Big Ali). (2019)
- No Te Vayas, (Feat. Alexis & Fido). (2019)
- Pa'Romperla, (Feat. Bad Bunny). (2020)
- Si Se Tiran, (Feat. Jowell y Randy). (2020)
- Quiere Que Le de (2020)
- Flow HP (Feat. Residente). (2021)
- Se menea (Feat. Nio Garcia) (2021)
- Sincero (2022)
- Soy Yo, (Feat. Gente de Zona, Wisin). (2022)
- Agradecido (2022)
- Sandunga, (Feat. Wisin & Yandel). (2023)